# Dobrowolsk (obwód omski)
Dobrowolsk (ros. Добровольск) – wieś (sieło) w Rosji, w obwodzie omskim, w rejonie russko-polańskim. W 2010 liczyła 947 mieszkańców.